# Acido dipicolinico
L'acido dipicolinico è un acido bicarbossilico. La sua struttura è assimilabile a quella di una piridina sostituita nelle posizioni 2 e 6 da due gruppi carbossilici.
L'acido dipicolinico e il suo sale di calcio sono uno dei componenti delle spore batteriche.
All'interno degli organismi micotici il complesso tra DPA e ioni Ca2+ rende il citoplasma molto più viscoso rallentando i movimenti interni.